# 2001 QS297
2001 QS297 ist ein großes transneptunisches Objekt im Kuipergürtel, dessen Orbitklassifikation unklar ist. Aufgrund seiner Größe gehört der Asteroid möglicherweise zu den Zwergplaneten.

## Entdeckung
2001 QS297 wurde am 20. August 2001 von einem Astronomenteam, bestehend aus Robert Millis, Marc Buie und Larry Wasserman mit dem 4,0-m-Víctor-M.-Blanco-Teleskop (DECam) am Cerro Tololo-Observatorium (Chile) entdeckt. Die Entdeckung wurde am 12. Oktober 2001 zusammen mit (612236) 2001 QO297, (612237) 2001 QP297, 2001 QQ297, (612238) 2001 QR297 sowie Teharonhiawako bekanntgegeben.
Der Beobachtungsbogen des Planetoiden beginnt mit der offiziellen Entdeckungsbeobachtung am 20. August 2001. Seither wurde der Planetoid durch verschiedene erdbasierte Teleskope beobachtet. Im April 2018 lagen insgesamt lediglich 6 Beobachtungen über einen Zeitraum von 23 Tagen vor. Die bisher letzte Beobachtung wurde im September 2001 am Kitt-Peak-Observatorium (Arizona) durchgeführt. (Stand 20. März 2019)

## Eigenschaften

### Umlaufbahn
2001 QS297 umkreist die Sonne in 289,82 Jahren auf einer nahezu perfekt kreisförmigen Umlaufbahn zwischen 43,79 AE und 43,80 AE Abstand zu deren Zentrum. Die Bahnexzentrizität beträgt unter 0,001, die Bahn ist 5,23° gegenüber der Ekliptik geneigt. Derzeit ist der Planetoid 43,80 AE von der Sonne entfernt. Das Perihel durchlief er das letzte Mal 1868, der nächste Periheldurchlauf dürfte also im Jahre 2158 erfolgen.
Weder von Marc Buie (DES) noch vom Minor Planet Center existiert eine spezifische Einstufung; letzteres führt ihn nur als Nicht-SDO und allgemein als «Distant Object». Das Johnston’s Archive führt es als «other TNO» auf, was bedeutet, dass es mit Sicherheit kein Cubewano oder Resonantes KBO ist.

### Größe
Derzeit wird von einem Durchmesser von 343 km ausgegangen, basierend auf einem Rückstrahlvermögen von 8 % und einer absoluten Helligkeit von 5,7 m. Ausgehend von diesem Durchmesser ergibt sich eine Gesamtoberfläche von etwa 370.000 km2.
Da es denkbar ist, dass sich 2001 QS297 aufgrund seiner Größe im hydrostatischen Gleichgewicht befindet und somit weitgehend rund sein könnte, erfüllt er möglicherweise die Kriterien für eine Einstufung als Zwergplanet. Mike Brown geht davon aus, dass es sich bei 2001 QS297 um vielleicht einen Zwergplaneten handelt.
| Jahr                                         | Abmessungen km | Quelle   |
| -------------------------------------------- | -------------- | -------- |
| 2018                                         | 368,0          | Johnston |
| 2018                                         | 343,0          | Brown    |
| Die präziseste Bestimmung ist fett markiert. |                |          |